# Skandinavisk Motor Co.
Skandinavisk Motor Co. A/S er en dansk bilimportør, der har sit domicil i Brøndby i København. Virksomheden er et datterselskab til Semler Gruppen. Aktieselskabet blev etableret i 1982, mens historien begyndte i 1917.
Virksomheden importerer, markedsfører og videresælger personbiler, varevogne, motorcykler og reservedele i Danmark under mærkerne Volkswagen, Audi, Škoda Auto, Seat, Cupra og Ducati. Skandinavisk Motor Co. A/S har forhandler- og servicekontrakter med 135 forhandlere og yderligere servicepartnerkontrakter med 23 servicepartnerværksteder.
I 2023 havde de ca. 450 ansatte og en årsomsætning på ca. 15. mia. kroner.